# Agnès Poirier
Agnès Catherine Poirier (París, 1975) es una periodista y ensayista francesa, que vive y desarrolla su actividad profesional entre Londres y París. 

## Carrera profesional
Periodista independiente establecida en Londres cubre la actualidad cultural británica para Le Monde (1996), para Le Figaro (1997-2001) posteriormente para Libération (2001-2006). Actualmente es corresponsal de prensa en Gran Bretaña para Le Nouvel Observateur, La Vie, L'Espresso, así como crítica y tertuliana de la BBC, la CNN, Channel 4 y Al Jazeera. Escribe de forma regular para la prensa británica destacando The Guardian, The Observer, The Independent on Sunday o New Statesman. Ella ha producido y presentado las emisiones de la cadena de radio, France Musique sobre el cine y la música. De forma esporádica también escribe para el magacín Télérama.

## Formación
Agnès Poirier es diplomada en la Sorbonne en historia, por el Instituto de Estudios Políticos de París.

## Posicionamiento cultural
Es una periodista que de forma recurrente tiene como referencia los contrastes culturales desde una perspectiva de la autonomía femenina. 
Durante el movimiento originado contra los abusos de Harvey Weinstein conocido como #MeToo o en su versión francesa #BalanceTonPorc. Ha mostrado un posicionamiento arriesgado matizando los límites de escarnio y protesta, reflejando las diferencias culturales del mundo anglosajón con el francés como hiciera en su día Simone de Beauvoir, a la que toma de referencia.

## Audio-teca
- 2008 : (en francés) Au service de Sa Majesté, documentaire de 60 minutes sur l'aristocratie anglaise France Culture.